# Сан-Готарду (Минас-Жерайс)
Сан-Готарду (порт. São Gotardo) — муниципалитет в Бразилии, входит в штат Минас-Жерайс. Составная часть мезорегиона Триангулу-Минейру-и-Алту-Паранаиба. Входит в экономико-статистический микрорегион Патус-ди-Минас. Население составляет 38 000 человек на 2006 год. Занимает площадь 853,745 км². Плотность населения — 39,2 чел./км².
Праздник города — 30 сентября. 

## История
Город основан в 1915 году.

## Статистика
- Валовой внутренний продукт на 2003 год составляет 276 790 874 миллионов реалов (данные: Бразильский институт географии и статистики).
- Валовой внутренний продукт на душу населения на 2003 год составляет 5235,71 реалов (данные: Бразильский институт географии и статистики).
- Индекс развития человеческого потенциала на 2006 год составляет 0,821 (данные: Программа развития ООН).

## География
Климат местности: горный тропический.